# القبس (صحيفة)
القبس هو عنوان صحيفتين عربيتين تصدران في دمشق، سوريا. صدرت النسخة الأولى بين عامي 1913 و1916. نُشر الجزء الثاني في الفترة 1920-1958 مع بعض الانقطاعات.

## القبس (1913–1916)
أطلق شكري العسلي الجريدة في سبتمبر 1913. قام العسلي بتحرير الصحيفة حتى عام 1916 عندما تم إعدامه.

## القبس (1920–1958)
وأنشأ محمد كرد علي، مؤرخ سوري، صحيفة بعنوان "المكاتب" في دمشق عام 1920. ومنذ عام 1928، تغير اسم الصحيفة إلى القبس، وكان يتولى تحريرها نجيب الريس، وهو صحفي سوري. طبعته دمشق بدمشق. أحد المساهمين المتكررين كان منير العجلاني، وهو فقيه سوري. كانت القبس إحدى المطبوعات الداعمة للقومية العربية وتعرضت للحظر المتكرر بسبب موقفها السياسي الراديكالي والمتشدد. وكانت الصحيفة معارضة لفكرة سوريا الكبرى. خلال هذه الفترة كانت القبس قريبة من الحزب الوطني. نشر نجيب الريس مقالات افتتاحية معادية للسامية في الصحيفة. وفي عام 1952، عندما توفي نجيب الريس، طويت الورقة، الصحيفة سرعان ما أعيد تشغيلها. إلا أن هذه الفترة الثانية لم تكن طويلة، وظهر العدد الأخير من الجريدة في 19 يناير 1958.